# Patrick Mortensen
Patrick Mortensen (ur. 13 lipca 1989 w Kopenhadze) – duński piłkarz, występujący na pozycji napastnika, w duńskim klubie Aarhus GF.

## Sukcesy
Lyngby BK
- Król strzelców I dywizji duńskiej – 2013/14 (23 gole)[4]

Aarhus GF
- Król strzelców Superligaen – 2024/25 (20 goli)[4]